# Холоденко, Шифра Наумовна
Шифра Наумовна Холоденко (настоящая фамилия Гофштейн; 1909, деревня Барткова Рудня, Волынская губерния, Российская империя — 1974, Москва) — еврейская советская поэтесса и переводчик. Сестра поэта Давида Гофштейна.

## Биография
В качестве литературного псевдонима использовала девичью фамилию матери. Окончила физико-математический факультет Московского университета, математик. Первые стихи опубликовала в 1922 году, первый сборник вышел в 1937-м. Член Союза писателей с 1940 г. В 1940-х гг. выходили сборники на идише, сборник на русском языке вышел в 1960 году — «Близкий человек». Автор переводов еврейских поэтов, в том числе брата поэта Давида Гофштейна. Среди переводчиков стихов Шифры Холоденко — известная поэтесса В. М. Инбер.

## Сборники
- Lider (1940)
- Gantsfri (1940)
- Undzer kraft (1941)
- Dos vort (1974)[3]